# SESAME (sincrotrón)
SESAME (Synchrotron-light for Experimental Science and Applications in the Middle East) es una fuente de radiación sincrotrón, situado en la ciudad de Allan, 35 kilómetros al norte de Amán (Jordania). Es un anillo con una circunferencia de 133 metros, que produce haces de 2,5 GeV.

## Historia
SESAME se creó bajo los auspicios de UNESCO, dentro de los proyectos de “ciencia para la paz”. Fue impulsado por Federico Mayor Zaragoza, y el pakistaní Abdus Salam, premio Nobel de Física. Actualmente  es una organización intergubernamental independiente, compuesta por Israel, Irán, la Autoridad Palestina, Pakistán, Turquía, Chipre, Egipto, Jordania y Baréin.
Se inauguró el 16 de mayo de 2017 por el rey de Jordania.
Sus investigaciones se aplicarán en Medicina, Medio Ambiente, Agricultura y Arqueología. Tiene expresamente prohibidas actividades clasificadas con fines militares u otra investigación secreta, y los resultados de sus actividades experimentales y teóricas serán publicados o puestos a disposición general.

## Líneas de luz
El haz inicial se produce en el acelerador BESSY1, donación de Alemania, y se inyecta en SESAME. 
El primer haz de luz se produjo el 12 de enero de 2017.
En la actualidad dispone de 2 haces de luz en funcionamiento, BASEMA (línea B para la detección de absorción) para espectroscopia XAFS / XRF (Estructura fina de absorción de rayos X / fluorescencia de rayos X), y EMIRA (E lectro M agnetic I nfrared RA diation) para la IR (Espectromicroscopía Infrarroja).
Un tercer haz que entrará en funcionamiento a finales del 2017, SUSAM (S ESAME US A pplication for M aterials Science) o MS (Materials Science).
Un cuarto haz en 2019, MX (Cristalografía Macromolecular).
Y otros 3 haces más adelante, línea de rayos X,  SAXS / WAXS (dispersión de rayos X de ángulo pequeño y gran angular),y Tomografía Beamline.